# Gleichförmige Bewegung

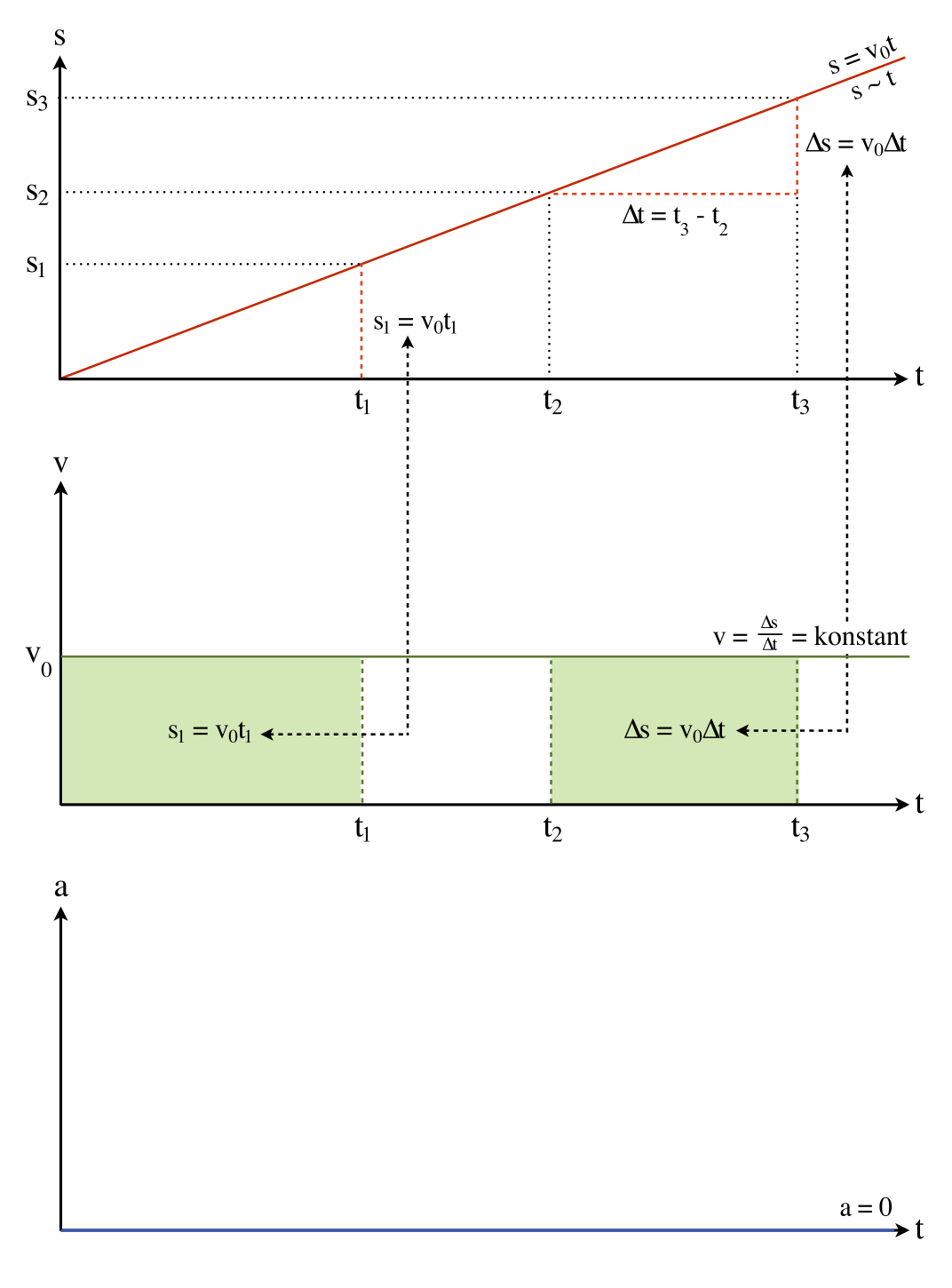
Weg-Zeit-Diagramm, Geschwindigkeit-Zeit-Diagramm & Beschleunigung-Zeit-Diagramm der gleichförmigen Bewegung

Eine gleichförmige Bewegung (auch gleichförmige Translation oder gleichförmig geradlinige Bewegung) ist in der Physik eine Bewegung mit gleichbleibendem Geschwindigkeitsvektor, also eine Bewegung mit konstantem Betrag der Geschwindigkeit und gleichbleibender Richtung. Ist das Bezugssystem, in dem die gleichförmige Bewegung eines Objekts beobachtet wird, ein Inertialsystem, so folgt aus dem Trägheitsprinzip, dass auf das Objekt keine äußere resultierende Kraft wirkt. Der Zustand, in dem ein Körper in Ruhe verharrt, kann als gleichförmige Bewegung des Körpers mit der Geschwindigkeit null aufgefasst werden.
Zur besseren Unterscheidung von der gleichförmigen Kreisbewegung und anderen Bewegungen mit konstantem Betrag der Geschwindigkeit, vor allem in der Alltagssprache, wird die gleichförmige Bewegung auch als  „geradlinig gleichförmige Bewegung“ bezeichnet.
Die gleichförmige Bewegung ist ein Spezialfall einer gleichmäßig beschleunigten Bewegung mit der Beschleunigung Null.

## Ohne Vektordarstellung
Bei einer gleichförmigen Bewegung gilt für die im Zeitraum {\displaystyle \!\ \Delta t} zurückgelegte Strecke {\displaystyle \!\ \Delta s}: Der Wert von {\displaystyle v={\tfrac {\Delta s}{\Delta t}}} ist konstant, d. h. in gleichen Zeitintervallen werden gleiche Wegstrecken zurückgelegt. Also gilt: Der Weg ist proportional zur Zeit: {\displaystyle \!\ \Delta s\sim \Delta t}
{\displaystyle \!\ \Delta t}  wird verwendet, weil man hier keine absolute Zeit einsetzt (z. B.: 4. November 14:00 Uhr), sondern nur die Länge eines Zeitraums bzw. eine Zeitdifferenz, beispielsweise 10 min.
Die während der Zeitdifferenz {\displaystyle \!\ \Delta t} zurückgelegte Strecke {\displaystyle \!\ \Delta s} lässt sich in diesem Fall berechnen durch {\displaystyle \Delta s=v\cdot \Delta t}

## Vektorielle Darstellung
Vektoriell formuliert gelten folgende Gesetze:
Weg-Zeit-Gesetz:
{\displaystyle {\vec {r}}(t)={\vec {v}}_{0}\cdot t+{\vec {r}}_{0}}
Geschwindigkeits-Zeit-Gesetz:
Die Geschwindigkeit ist die erste Ableitung des Weges nach der Zeit.
{\displaystyle {\vec {v}}(t)={\vec {v}}_{0}={\dot {\vec {r}}}(t)={\text{konst.}}\,} (definitionsgemäß)
Beschleunigungs-Zeit-Gesetz:
Die Beschleunigung ist die zweite Ableitung des Weges nach der Zeit.
{\displaystyle {\vec {a}}(t)={\vec {a}}={\dot {\vec {v}}}(t)={\ddot {\vec {r}}}(t)=0}
Dabei bezeichnen:
{\displaystyle {\vec {r}}_{0}} = Ortsvektor zur Zeit {\displaystyle t=0}
{\displaystyle {\vec {v}}_{0}} = (konstante) Geschwindigkeit,
{\displaystyle {\vec {a}}} = Beschleunigung und
{\displaystyle \!\ t} = Zeit.
Bei Anwendung der Gleichungen auf Bewegungen, die nicht den Gesetzmäßigkeiten gleichförmiger Bewegungen entsprechen, wird die Durchschnittsgeschwindigkeit bestimmt.